# Фремерей, Макс
Макс Фремерей (нем. Max Fremerey; 5 мая 1889, Кёльн — 20 сентября 1968, Крюн, Верхняя Бавария) — немецкий офицер, генерал-лейтенант вермахта, кавалер Рыцарского креста Железного креста.

## Биография
Участвовал в обеих мировых войнах: за Первую мировую награждён Железным крестом обоих классов и нагрудным знаком «За ранение» в чёрном. В рейхсвере командовал различными воинскими формированиями, во время Второй мировой войны командовал 29-й пехотной дивизией, 155-й и 233-й резервными танковыми дивизиями. Участник Сталинградской битвы.

## Награды
- Железный крест 2-го и 1-го классов (1914)
- Нагрудный знак «За ранение» в чёрном (1918)
- Пряжка к Железному кресту 2-го и 1-го классов
- Немецкий крест в золоте (19 декабря 1941)
- Рыцарский крест Железного креста (28 июля 1942)[1][2]